# Takiyasha la bruja y el espectro del esqueleto

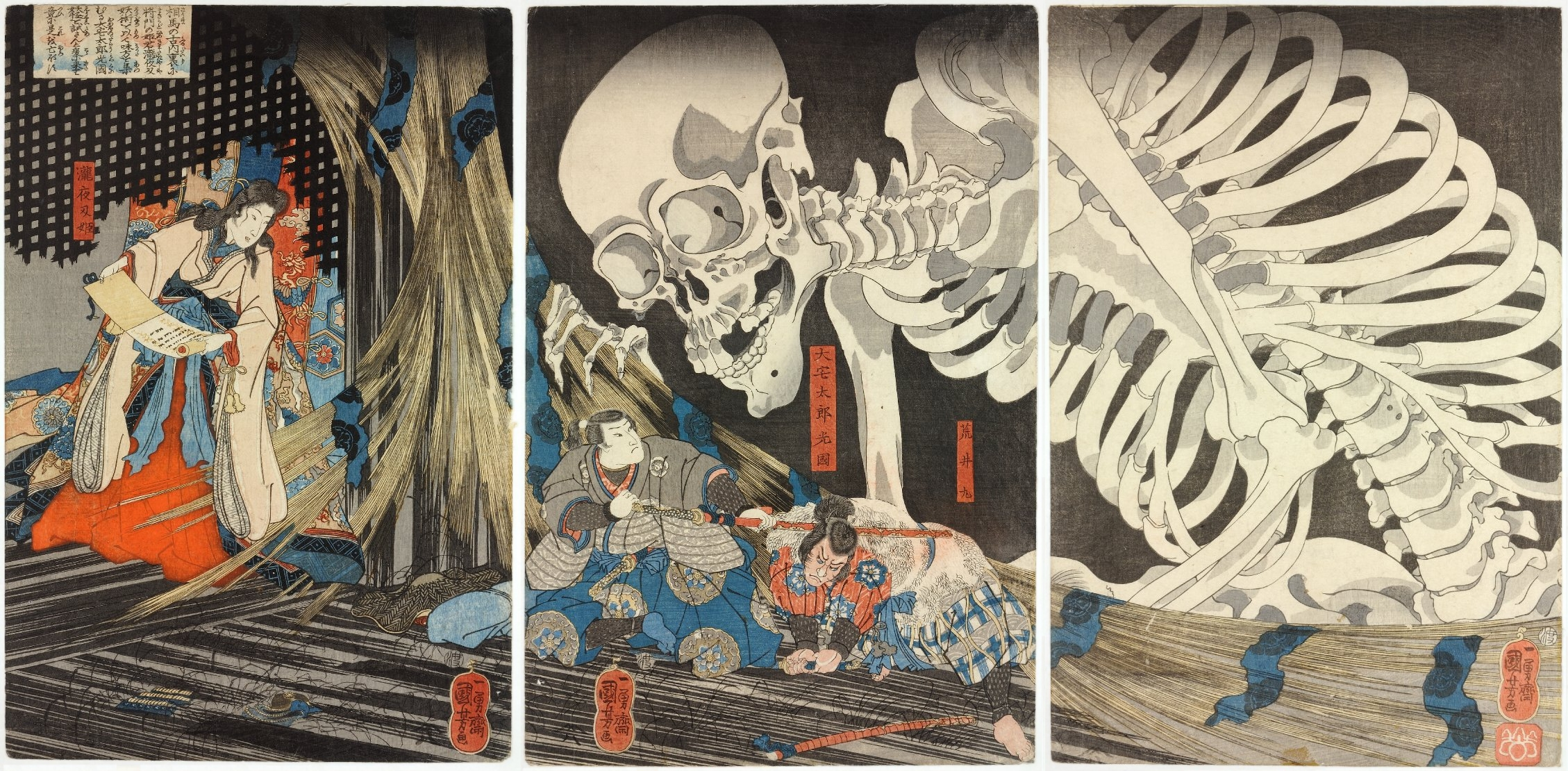
Tríptico de Takiyasha la bruja y el espectro del esqueleto.

Takiyasha la bruja y el espectro del esqueleto o también llamado Mitsukuni derrota al espectro del esqueleto invocado por la princesa Takiyasha (del japonés 相馬の古内裏 妖怪がしゃどくろと戦う大宅太郎光圀) es un ukiyo-e grabado en madera por el artista japonés Utagawa Kuniyoshi entre 1843 y 1847. Kuniyoshi era conocido por sus representaciones de escenas históricas y míticas, en la imagen la princesa Takiyasha recita un hechizo escrito en un rollo horizontal, llamando a un esqueleto gigante para luchar contra Mitsukuni y su compañero.
Una copia de esta imagen se encuentra en el Museo de Arte de Honolulu después de haber sido donada por su anterior dueño, el Museo de Victoria y Alberto.